# لنارت ماگنوسون
لنارت ماگنوسون (انگلیسی: Lennart Magnusson; ۱ ژانویهٔ ۱۹۲۴ – ۲ سپتامبر ۲۰۱۱) ورزشکار شمشیربازی اهل سوئد بود.
وی در مسابقات کشوری و بین‌المللی در مجموع برندهٔ ۱ مدال نقره شده‌است.